# Ченеј (Румунија)
Ченеј (рум. Cenei) је насеље и седиште истоимене општине, која припада округу Тимиш у Румунији. Насеље је значајно по присутној српској националној мањини у Румунији.

## Положај насеља
Село Ченеј се налази у источном, румунском Банату, на неколико километара удаљености од Србије. Од Темишвара село је удаљено око 30 km. Сеоски атар је у равничарском делу Баната, поред каналисаног старог рукавца Бегеја.

## Историја
Место Ченеј се јавља 1330. године у папским документима. У средњем веку становници староседеоци су Срби и Румуни. Код Ченеја је 1647. године била битка са Турцима, у којој се се истакли Срби превођеним подвојводом Монастирлијом. Срби тада заробише Шаркањ-пашу и двадесет "одличних" Турака. Калуђери манастира Пећке патријаршије су 1660. године посетили то насеље са Србима приложницима: домаћин Јован (код кога су коначили), поп Недељко и Крста. Ченеј је парохија 1764. године у Темишварском протопрезвирату. Царски ревизор Ерлер 1774. године констатује да се то место претежно насељено Власима, налази у Барачком округу, Темишварског дистрикта. Место Ченеј је потом било посед спахије Вучетића. Када је 1797. године пописан православни клир ту су била два свештеника Поповића. Пароси, поп Мојсије (рукоп. 1755) и поп Гаврил (1795) знали су српски и румунски језик. Племић из Темишвара, Јосиф Марковић је почетком 19. века добио у посед Ченеј.
Од 1820. колонизују се Хрвати, а после 1848. године и Немци.
Ченејски православни храм посвећен празнику Летњем Св. Аранђелу (Сабор Св. арханђела Гаврила) је подигнут 1753. године, а обновљен 1936. године. Темпло је молована дашчана преграда, а иконе на њему је радио иконописац Георгије Петровић 1850. године. Постављени су Богородичин и Архијерејски трон у храм 1830. године, које је осликао Продан Миладиновић. Свод над солејом је украшен иконама Драгутина Остојића 1978. године. Зидно сликарство и молерај дело су руку Николе Шуха из такође 1978. године.
По државном шематизму православног клира у Ченеју 1846. године било је 1.135 православних житеља. Православно парохијско звање је основано и црквене матичне књиге се воде од 1779. године. У храму посвећеном Арханђелу Михајлу служе 1846. године пароси Арсеније Николић и Павел Стокић, а парохијски помоћник или капелан је Јован Николић. Купац Вукове књиге српских народних песама, јавља се 1845. године Јован Николић капелан ченејски. 
Српски Ченеј је по подацима проте Велико-бечкеречког 1891. године имао православну цркву и пароха. Купили су тих година и парохијски дом.
Ченеј је некад било чисто српско место (1753) у којем се "србовало", као мало где. Ту је живео литературни јунак Стевана Сремца, поп Олуја. На лепом месту у Ченеју стајала је пред Други светски рат велика мало увучена раскошна кућа (вила), богатог земљопоседника Бате Малетића. То је била најрепрезентативније здање у паорском Ченеју. Претплатник књиге 1843. године био је учитељ из Ченеја, Јован Ракић. По државном шематизму из 1846. године у народној основној школи има 35 ђака, са којима ради учитељ Јован Ракић. Поставља се 1868. године за народног учитеља Ђорђе Богосављев. У Српском Ченеју су 1907. године учитељи Пера Зубан и Смиља Жупански. 
Познати српски песник рано преминули Душан Васиљев из Кикинде, радио је у Ченеју као учитељ 1920—1924. године, док је ту била српска војска.
Године 1938. у Ченеју је било много мање Срба; њих 1.386 од укупно 2.755 становника Ченеја. Српске вероисповедне школе са 230 ученика, смештене су у црквено-општинским зградама. Једну кућу је дао да ту буде одељење српске школе поесдник Милан Малетић.

## Становништво
По последњем попису из 2002. године село Ченеј имало је 2.013 становника. Последњих деценија број становништва опада.
Село је некада било претежно насељено Србима, али су после више колонизација румунског становништва они данас постали мањина. Национални састав на појединим пописима био је следећи:
| Година пописа | 1910. год.    | 1992. год.    | 2002. год.    |
| Укупно ст.    | 2.735         | 2.160         | 2.013         |
| Срби          | 1.409 (51,5%) | 677 (31,3%)   | 530 (26,3%)   |
| Румуни        | 43 (1,6%)     | 1.159 (53,7%) | 1.096 (54,4%) |
| Мађари        | 198 (7,2%)    | 324 (15,0%)   | 288 (14,3%)   |
| Немци         | 957 (35,0%)   | 92 (4,3%)     | 56 (2,8%)     |
| остали        | 128 (4,7%)    | 37 (1,7%)     | 43 (2,1%)     |

## Занимљивости
- У делу "Поп Ћира и поп Спира" писац Стеван Сремац спомиње Ченеј, као место где су попови преноћили на путу ка Темишвару и владици. Ту је дошло до замене главног предмета сведочанства туче попова, избијеног попћириног зуба коњским.
- Познати српски песник Душан Васиљев био је кратко време учитељ у селу, па данас постоји њему посвећен меморијал.